# Xenos vesparum
Xenos vesparum (лат.) — вид веерокрылых насекомых рода Xenos из семейства Xenidae (ранее в Stylopidae). Встречается в Европе, Индии, Северной Африке.
Облигатный эндопаразит бумажных ос рода Polistes (чаще вида Polistes dominula, Polistinae) с экстремальной формой полового диморфизма. Самки червеобразные, безногие и всю жизнь проводят в брюшке осы, а самцы — свободноживущие летающие насекомые с одной задней парой крыльев. Передние крылья этих насекомых преобразованы в маленькие булавовидные органы, называемые псевдожужжальцами.

## Описание
Самцы и самки этого вида ведут своеобразный образ жизни и демонстрируют ярко выраженный половой диморфизм. Оба пола развиваются внутри брюшка осы-хозяина, где самцы окукливаются и выходят наружу, а самки постоянно живут внутри. В качестве хозяев паразитами используются бумажные и другие настоящие осы (Vespidae), в том числе
Polistes albellus Giordani Soika, 1976; Polistes associus (Kohl, 1898); Polistes biglumis (Linnaeus, 1758); Polistes dominula (Christ, 1791); Polistes gallicus (Linnaeus, 1767); Polistes nimpha (Christ, 1791); Polistes sulcifer (Zimmerman, 1930); Polistes semenowi (Morawitz, 1889); Vespula vulgaris (Linnaeus,1758); виды рода Ropalidia

### Самцы
Взрослые самцы — это свободноживущие летающие насекомые, чья чрезвычайно короткая (менее 5 часов) взрослая жизнь посвящена исключительно поиску партнёра, которого они, как считается, находят по запаху. Все свои преимагинальные стадии самец проводит в качестве эндопаразита. Обнаружив партнера (который выступает из брюшка осы-хозяина), самец приземляется на брюшко осы, держась за её ноги и крылья, избегая при этом касания задних лап осы, которые потенциально могут сбросить его. Затем самец осеменяет самку, либо распространяя сперму вокруг полового отверстия самки, где она в конечном итоге достигает гемоцеля (полости тела), либо непосредственно проникая в кутикулу самки (подкожное осеменение), вводя сперму непосредственно в гемоцель. Вскоре после спаривания самец умирает.
У самцов также развиваются очень необычные глаза по сравнению с другими насекомыми. Фасеточные глаза состоят из очень небольшого количества омматидиев (около 65, но каждый глаз может варьироваться на 10—15 фасеток), в то время как у большинства насекомых в одном глазу их тысячи, и они плотно прилегают друг к другу. Омматидии неравномерно распределены по глазу и хорошо разделены кутикулой. Функция этих глаз неизвестна, потому что поиск партнера, который является их единственной целью во взрослом возрасте, похоже, осуществляется по запаху, а структура глаз указывает на то, что это модифицированные личиночные глаза. При этом отмечается интересное сходство: внешне они очень похожи на глаза вымерших факопидных трилобитов.
Передние крылья этих насекомых преобразованы в маленькие булавовидные органы, называемые псевдожужжальцами (pseudohalteres).

### Самки

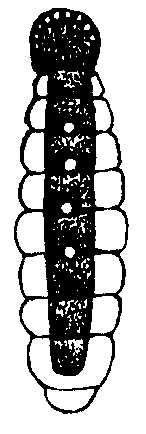
Самка

Самки X. vesparum представляет собой неотенический личинкообразный живородящий организм и заметно отличаются от своих собратьев-самцов. Они проявляют высокую степень неотении и являются постоянными эндопаразитами своих хозяев. Они обитают в полости тела осы и никогда не развивают ротовой аппарат, ноги, глаза или крылья, а их единственная форма гениталий — это вентральное отверстие в виде поперечной щели в цефалотораксе (головогруди), через которое самцы могут их осеменить, а также через которое позднее выходят личинки. Самки часто могут перезимовывать внутри спящих самок ос, которые выйдут на свет следующей весной с недоразвитыми яичниками и смогут служить только сосудами для распространения личинок паразита, поскольку теперь они физиологически кастрированы и не будут участвовать в жизнедеятельности осиной колонии. Таким образом, эта непрерывная тесная связь самок X. vesparum со своими хозяевами может продолжаться почти 1 год, а самцов — около 2 месяцев, поскольку в конце лета погибает либо оса, либо паразит. Заражённые осы неактивны в жизни семьи.

## Жизненный цикл

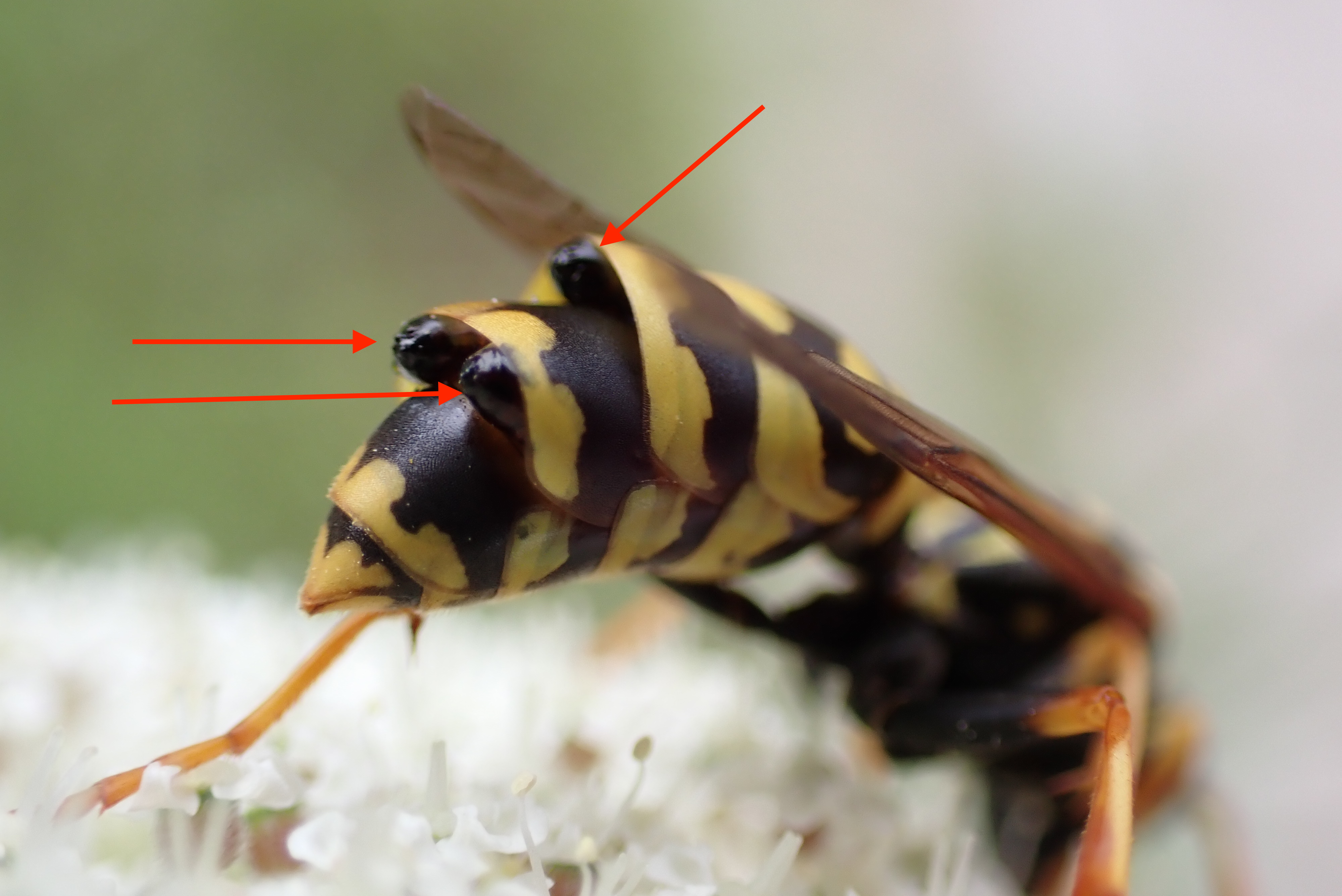
Оса Polistes sp. заражённая тремя паразитами Xenos vesparum

Первые жизненные стадии этого вида являются, наряду со взрослыми самцами, единственными свободноживущими стадиями жизни этих насекомых. Эти личинки, называемые триунгулинами, выходят из половых органов матери благодаря способности обнаруживать свет и оседают либо в зоне кормления/спаривания ос, либо непосредственно в гнезде, в зависимости от того, где находилась оса-хозяин матери, когда рождались личинки. В первом случае они затем должны найти осу-фуражировщика, используя химические сигналы, а затем ухватиться за неё и снова попасть в гнездо. Вернувшись в гнездо, триунгулины ищут подходящего хозяина, которым являются неполовозрелые осы (личинки) на разных стадиях развития. Известно, что этот процесс неслучайный, поскольку зафиксировано предпочтение заражать самок.
Проникновение в брюшную полость хозяина происходит без образования раны, вместо этого личинка проникает в брюшную полость осы путем механического разделения кутикулы хозяина. Этот шаг необходим для задержки или предотвращения первоначального иммунного ответа, который может возникнуть при образовании раны. После проникновения в хозяина личинка 1-го возраста претерпевает гиперметаморфоз и даёт начало безногой личинке 2-го возраста в результате нормального процесса линьки. Напротив, следующие линьки характеризуются «аполизом без экдизиса»: экзувии предыдущих возрастов сохраняются, окружая все тело. Переход триунгулина во вторую стадию без линьки наблюдается только у веерокрылых.
Вторая и третья личиночные стадии растут экстенсивно, но медленно, возможно, чтобы избежать вредных последствий для хозяина, чьё выживание имеет первостепенное значение для выживания паразита. На этих этапах жизни X. vesparum способны пассивно и активно избегать воздействия иммунной системы хозяина. Точный механизм этого неизвестен, но возможно, что поверхность паразита обладает химическими свойствами, которые позволяют ему оставаться скрытым от иммунной системы хозяина, а способность линять без экдизиса, вероятно, является методом сохранения этой защиты и является преадаптацией из-за его эндопаразитарного образа жизни.
У самки паразита дифференцировка зародышевых клеток происходит на 3-м этапе, а половая зрелость достигается на 4-м этапе, когда оса находится в стадии куколки или выходит из гнездовой ячейки. Паразит прячется внутри гемоцеля осы, пока не высунет свой цефалоторакс (головогрудь) из тергитов осы. У неотенической самки отсутствуют морфологические признаки взрослого насекомого, такие как крылья, ноги, наружные половые органы, ротовой аппарат. Четвертая и последняя стадия жизненного цикла — это развитие до свободноживущей мужской или неотенической женской формы с последующим их полным или частичным выходом соответственно. Самец окукливается и превращается в окончательную свободноживущую форму, а его куколки выпячиваются из брюшка осы, обеспечивая выход для взрослого самца. И наоборот, самка развивается в окончательную неотеническую форму и выпячивается из брюшной полости хозяина достаточно далеко, чтобы партнер мог добраться до полового отверстия, а также, чтобы личинки могли покинуть мать. В обоих случаях это вытеснение самки паразита или куколки самца из брюшной полости хозяина называется «стилопизацией», как и у других насекомых этого семейства.

## Влияние на хозяина

### Манипуляция поведением
Рабочие осы-самки, заражённые X. vesparum, по-видимому, изменяют своё поведение, потому что они ведут себя так, как будто они будущие матки (королевы), и перестают работать, покидая гнездо раньше, чем это сделают неинфицированные будущие основательницы и самцы, и образуют скопления за пределами гнезда. Когда неинфицированные будущие матки покидают гнездо, чтобы отправиться в эти места для спаривания, это обеспечивает место, где смешиваются неинфицированные и инфицированные осы, и именно здесь часто происходит высвобождение личинок паразитов. Поскольку паразит не влияет на поведение самцов осы, это «тупик» для самок X. vesparum, так как осы-самцы не объединяются в эти большие скопления и не дают паразиту возможности найти себе пару. Кроме того, самцы осы умирают перед зимой, что исключает возможность распространения личинок в зимующих скоплениях. Однако, если он заражён самцом паразита, самец осы не является «тупиком», потому что свободноживущий самец паразита может появиться и лететь к подходящему партнёру в пределах брачных скоплений. Это может объяснить зарегистрированное предпочтение личинками X. vesparum для заражения самок ос.
Тенденция, отмеченная у бумажных ос, заражённых этим паразитом, заключается в том, что они явно предпочитают собираться на кустах одревеснивающей лианы вида Кампсис укореняющийся (Campsis radicans, семейство Бигнониевые, порядок Ясноткоцветные). Это указывает на вероятный случай коэволюции между паразитом и хозяином, потому что осами манипулируют, чтобы они предпочитали кусты этих растений, которые обеспечивают укрытие и отличное питание для осы, увеличивая её шансы на выживание и, в более широком смысле, также увеличивая шансы паразита.

### Кастрация
Заражённые паразитом самки ос имеют неразвитые яичники, а также пониженный уровень ювенильных гормонов, и они покидают колонию, не выполняя никаких своих кастовых обязанностей, что означает, что хозяин кастрирован и репродуктивно «мёртв», что заставляет некоторых авторов описывать X. vesparum как паразитоида применительно к самкам ос. Влияние на репродуктивное здоровье самцов ос менее изучено. Похоже, что, по крайней мере, при легкой и умеренной паразитарной нагрузке репродуктивное здоровье заражённых паразитом самцов ос практически не страдает, в то время как последствия сильно заражённых особей (> 4 паразитов) неизвестны.

## Таксономия
Вид был впервые описан в 1793 году итальянским энтомологом Пьетро Росси в составе рода Ichneumon (под именем Ichneumon vesparum), а через год он же выделил его в отдельный род Xenos (в настоящее время обозначен в качестве его типового вида) из семейства Xenidae (ранее Xeninae в Stylopidae).